# Oxyzygonectes dovii
Oxyzygonectes dovii is een straalvinnige vissensoort uit de familie van vierogen (Anablepidae). De wetenschappelijke naam van de soort is voor het eerst geldig gepubliceerd in 1866 door Günther.